# Stortjärnen (Alsens socken, Jämtland, 701553-138608)
Stortjärnen är en sjö i Krokoms kommun i Jämtland och ingår i Indalsälvens huvudavrinningsområde. Sjön har en area på 0,0564 kvadratkilometer och ligger 501,4 meter över havet.

## Delavrinningsområde
Stortjärnen ingår i det delavrinningsområde (701674-138366) som SMHI kallar för Utloppet av Nörder-Djupsjön. Medelhöjden är 554 meter över havet och ytan är 22,12 kvadratkilometer. Det finns inga avrinningsområden uppströms utan avrinningsområdet är högsta punkten. Gisterån (Luggeån) som avvattnar avrinningsområdet har biflödesordning 2, vilket innebär att vattnet flödar genom totalt 2 vattendrag innan det når havet efter 299 kilometer. Avrinningsområdet består mestadels av skog (64 procent) och sankmarker (17 procent). Avrinningsområdet har 2,08 kvadratkilometer vattenytor vilket ger det en sjöprocent på 9,4 procent.